# Chapelle Saint-Renobert de Romprey
La chapelle Saint-Renobert est un édifice religieux catholique situé dans la commune de Bure-les-Templiers en Côte-d'Or, France.

## Localisation
L'édifice est situé à l'extrémité est du hameau de Romprey sur la commune de Bure-les-Templiers en Côte-d'Or. Il y fait face au château situé de l'autre côté de la rue de la soif.

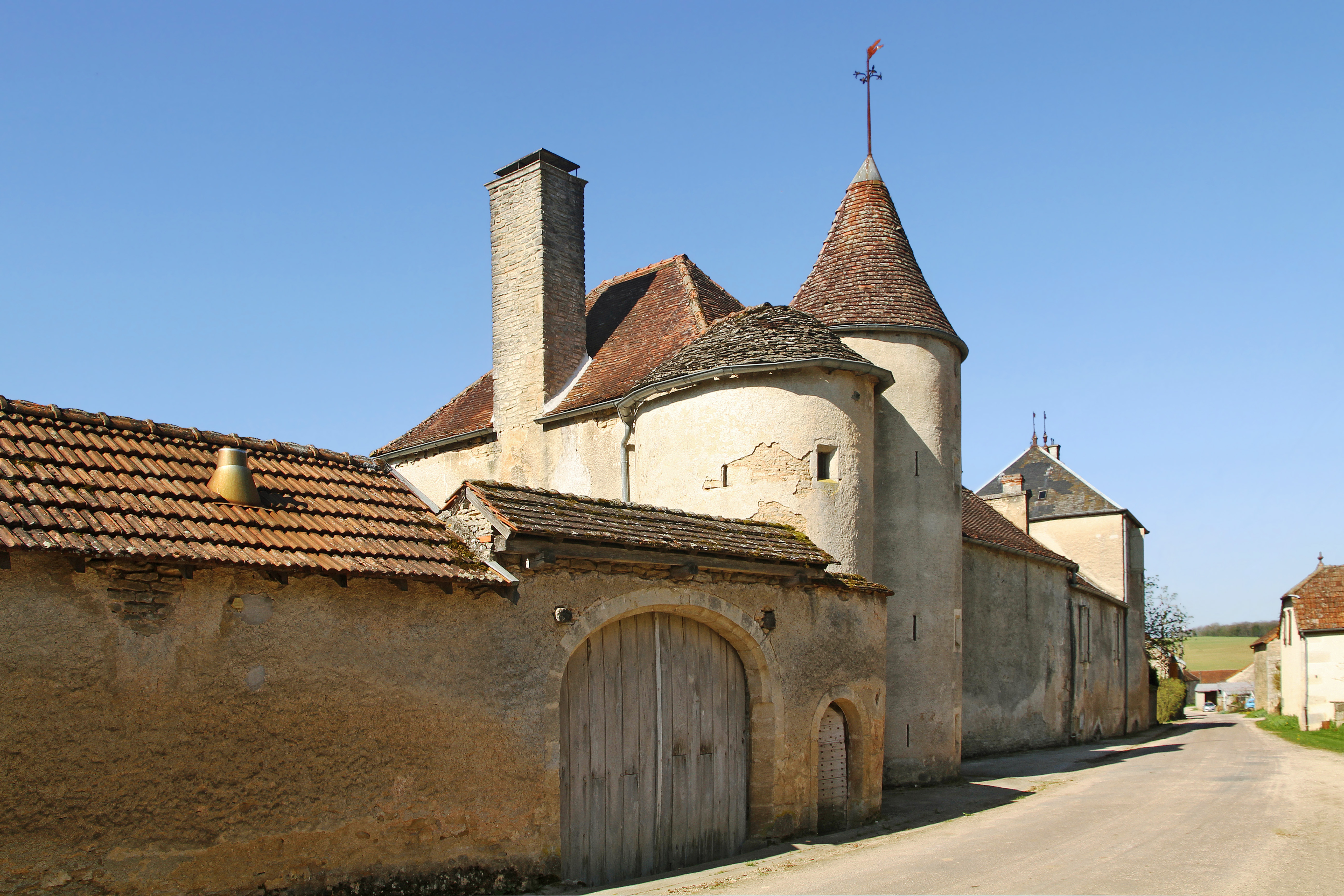
Château de Romprey, rue de l'abreuvoir

## Architecture
Petit édifice avec un clocheton et une nef à chevet plat percé d'une fenêtre unique. Plafond voûté en bois.

## Mobilier
Le mobilier liturgique (autel, tabernacle,…) est classé à l’Inventaire général du patrimoine culturel ainsi que :
- remarquables peintures murales du XVIe et XVIIe siècles représentant l'Annonciation et la Crucifixion découvertes sous l'enduit et restaurées en 1933 ;
- importante statuaire du XVIIe et XVIIIe siècles : sainte Catherine d'Alexandrie, saint Antoine, saint Jean-Baptiste, Vierge à l'Enfant, saint Éloi, saint Nicolas, saint Fiacre, statue et bâton de procession de saint Renobert, évêque de Bayeux, protecteur des troupeaux et des récoltes [2].

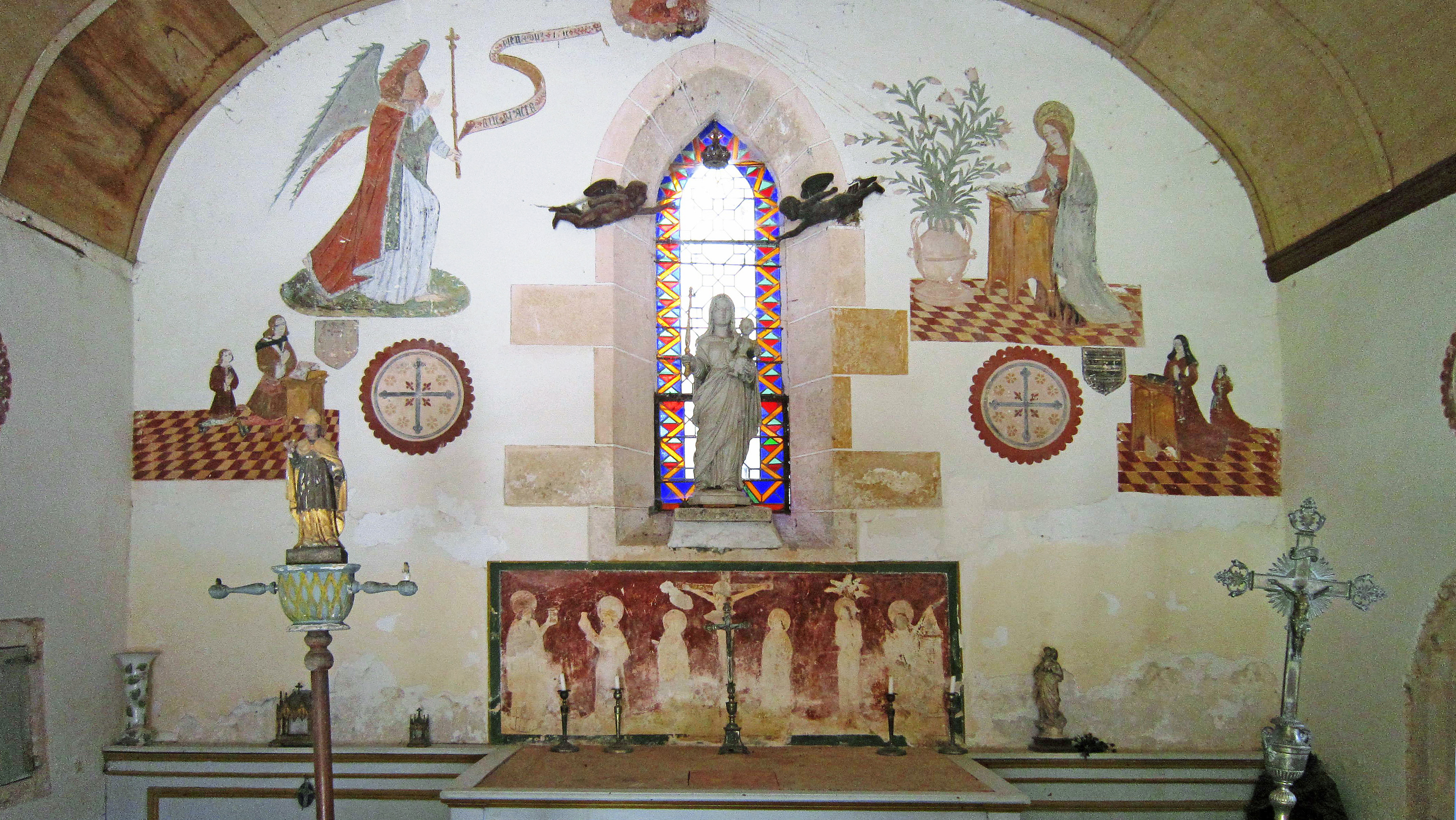
Peintures murales du chœur.
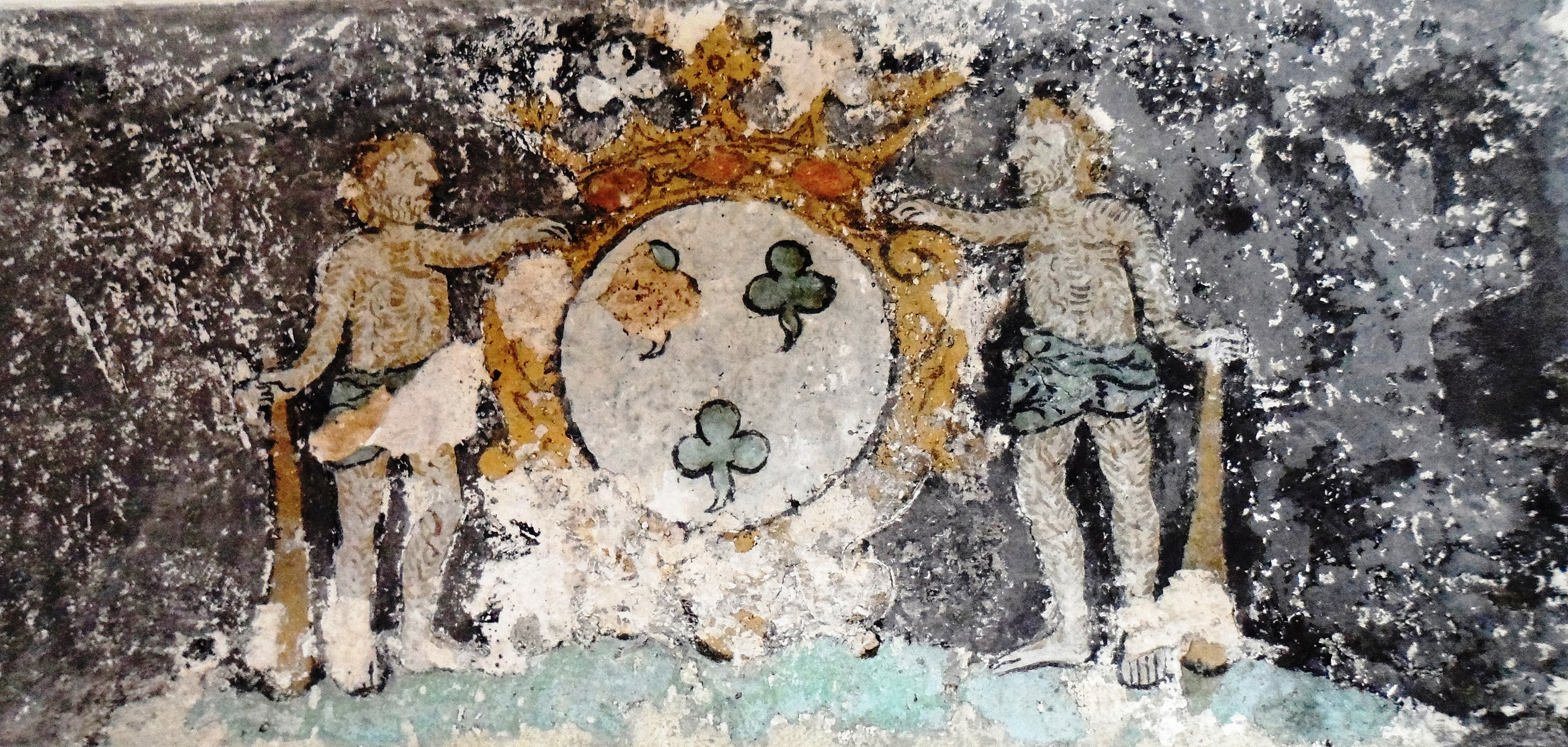
Blason des sires de Romprey.

## Historique
La chapelle est construite en l’an 1500 au hameau de Romprey en même temps que le château par Edme Régnier, seigneur de Romprey et lieutenant général du bailliage de la Montagne auquel Châtillon-sur-Seine doit aussi la mise au tombeau actuellement visible dans l'église Saint-Vorles.
L'édifice est  Inscrit MH (1996) pour son décor intérieur par arrêté du 4 octobre 1996.